# Спирит: Душа прерий
«Спирит: Душа прерий» (англ. Spirit: Stallion of the Cimarron, досл. Спирит: Жеребец Симаррона) — американский полнометражный анимационный фильм, выпущенный в 2002 году кинокомпанией DreamWorks Pictures. В 2017 году на Netflix вышел мультсериал «Спирит: Дух свободы», созданный по мотивам фильма. В 2021 году вышел сиквел под названием «Спирит: Непокорный».

## Сюжет
Действия мультфильма разворачиваются в 1870-х годах. В это время происходят кровопролитные сражения, в ходе которых ведутся переговоры между стремительно прогрессирующей американской нацией и индейцами, не желающими добровольно покидать прерии, в которых они жили веками. Вестерн — центральная ось фильма, придающая ему своеобразный окрас и ностальгию.
В те далёкие времена на берегах американской реки Симаррон в Оклахоме родился буланый жеребёнок Спирит. Когда он вырос, ему выпала честь возглавить табун лошадей. Однажды ночью вожак случайно замечает свечение костра на границе своих владений и из любопытства решает разведать, что за странные звуки доносятся оттуда. Так он попадает в плен к людям.
Солдаты ведут Спирита в форт, где всеми способами пытаются подчинить: остригают гриву, пробуют подковать, надеть конскую сбрую и выжечь клеймо на шерсти. Однако своей несгибаемой волей он превосходит всех, кто рассчитывал его покорить. Полковник приказывает солдатам привязать жеребца к столбу на три дня без пищи и воды, намереваясь сломить его характер.
Позже в форт приводят пленённого индейца из племени лакота по имени Ручеёк (в некоторых переводах — Малый Ручей), такого же свободного и отчаянного, как и Спирит. Спустя некоторое время на рассвете соплеменники помогают юноше сбежать, и Ручеёк, вскочив на дикого коня, мчится на свободу, по пути выпустив всех пленённых лошадей форта.
Теперь Спирит находится в индейском племени. Ручеёк также предпринимает попытки оседлать его, однако конь всё не поддаётся, хотя индеец понемногу начинает ему нравиться. В это же время мустанг встречает свою любовь — пегую кобылу по имени Гроза (в некоторых переводах — Дождь), принадлежащую Ручейку.
Вскоре на деревню нападает отряд «бледнолицых». Грозу, на которой Ручеёк пытался сразиться с полковником, подстреливают; Спирит бросается за ней в реку и они падают с водопада. Внизу коня вновь ловят и отвозят товарным поездом за тысячи километров на восток, где он с другими жеребцами вынужден трудиться до изнеможения на строительстве железной дороги.
В какой-то момент Спирит осознаёт, что паровозные пути ведут как раз в сторону его родного края, потому прибегает к хитрости, чтобы обезопасить свой табун от вторжения белых людей. Жеребцу вновь удаётся освободить себя и остальных лошадей из плена. Он устраивает погром, в ходе которого два паровоза сталкиваются друг с другом и взрываются. В рабочем поселении начинается пожар, который стремительно распространяется на окрестный лес.
Спирит спасается бегством от огня, но цепь, которой он был запряжён, застревает между ветвей упавшего дерева. Но вновь на помощь ему приходит Ручеёк, который преодолел многие мили ради друга — он спасает мустанга, и они сбегают, прыгнув в реку. Затем на следующее утро их начинают преследовать солдаты, однако Спиритом удаётся оторваться, перепрыгнув через глубокий овраг каньона. Полковник, впечатлённый увиденным, молча признаёт своё поражение и оставляет их в покое, удалившись вместе с подчинёнными восвояси.
Остаток пути Ручеёк преодолевает верхом на Спирите, который наконец позволил ему оседлать себя. В родных краях жеребца уже поджидает чудом выжившая Гроза. Молодой индеец отпускает обеих лошадей на волю и те воссоединяются с табуном Спирита.

## Роли озвучивали
| Актёр            | Роль                                  |                       |
| ---------------- | ------------------------------------- | --------------------- |
| Мэтт Деймон      | Спирит                                | Денис Беспалый        |
| Джеймс Кромвелл  | полковник                             | Олег Куценко          |
| Дэниел Студи     | Ручеёк (Литл Крик)                    | Михаил Тихонов        |
| Чоппер Бернет    | сержант Адамс                         | Юрий Маляров          |
| Джеф ЛеБо        | кузнец Мёрфи / железнодорожный мастер | Юрий Саранцев (Мёрфи) |
| Ричард МакГонагл | погонщик Билл                         | Александр Рыжков      |
| Мэтт Левин       | Джо                                   | Сергей Чурбаков       |
| Роберт Кайт      | Джейк                                 | Вадим Медведев        |
| Чарльз Нэпьер    | Рой                                   | Дальвин Щербаков      |
| Адам Пол         | Пит                                   | Андрей Бархударов     |
| Джесс Харнелл    | орёл (в титрах не указан)             |                       |

## Достижения

### Награды
2003 год
- премия Американской ассоциации композиторов, авторов и издателей (ASCAP) в категории «Самый кассовый фильм» (Брайан Адамс, Ханс Циммер)
- премия «Генезис» Genesis Awards) в категории «Художественный фильм»
- премия «Бронзовый Ковбой» Bronze Wrangler) в категории «Анимационный фильм» (Джеффри Катценберг (продюсер), Мирей Сория (продюсер), Келли Эсбёри (режиссёр), Лорна Кук (режиссёр), Джон Фаско (сценарист), Мэтт Деймон (озвучка), Джеймс Кромвель (озвучка), Даниэль Стади (озвучка))
- премия «Молодой актёр» (Young Artist Award) в категории «Лучший семейный анимационный фильм»

Энни (Annie)
- в категории «Выдающийся персонаж в анимационном фильме» (Carlos Grangel)
- в категории «Выдающиеся анимационные эффекты» (Yancy Landquist)
- в категории «Выдающийся дизайн в анимационном фильме» (Luc Desmarchelier)
- в категории «Выдающаяся раскадровка в анимационном фильме» (Ronnie del Carmen)

### Номинации
2002 год
World Soundtrack Award
- в категории «Лучший оригинальный саундтрек» (Брайан Адамс (исполнитель), Ханс Циммер, R.J. Lange (исполнитель)) за песню This Is Where I Belong
- в категории «Лучший оригинальный саундтрек» (Брайан Адамс (исполнитель), Ханс Циммер, Gretchen Peters (исполнитель)) за песню Here I Am

2003 год
- премия «Оскар» (Oscar) в категории «Лучший анимационный фильм» (Джеффри Катценберг)
- премия «Золотой глобус» (Golden Globe) в категории «Лучший оригинальный саундтрек» (Брайан Адамс (исполнитель), Ханс Циммер, Gretchen Peters (исполнитель)) за песню Here I Am
- премия «Выбор кинокритиков» (Critics Choice) в категории «Лучший анимационный фильм»
- премия Blimp Award в категории «Лучшая озвучка анимационного фильма» (Мэтт Деймон)
- премия Ассоциации онлайн-кинокритиков (OFCS) в категории «Лучший анимационный фильм»
- премия «Золотой спутник» (Golden Satellite) в категории «Лучший анимационный фильм»
- премия Ассоциации визуальных эффектов" (VES) в категории «Лучший персонаж анимационного фильма» (James Baxter)

Золотой вихрь (Golden Reel)
- в категории «Лучшая звукорежиссура в анимационном фильме»
- в категории «Лучшая звукорежиссура в анимационном фильме — музыка»

Энни (Annie)
- в категории «Выдающиеся достижения в анимационном фильме»
- в категории «Выдающиеся анимационные эффекты» (Jamie Lloyd)
- в категории «Выдающаяся раскадровка в анимационном фильме» (Larry Leker)
- в категории «Выдающаяся раскадровка в анимационном фильме» (Саймон Уэллс)